# Moshe Kochavi
Moshe Kochavi (1928-2008) foi um arqueólogo israelense e membro fundador do Departamento de Arqueologia e Estudos do Oriente Próximo da Universidade de Tel Aviv.

## Biografia
Nascido em Bucareste, Romênia, Kochavi (sobrenome de nascimento: Stern) imigrou para a Palestina com seus pais aos 5 anos de idade. Kochavi foi redigido pelo Palmach em 1947. Ele serviu na Brigada Yiftach e foi ferido durante a Operação Yoav.
Kochavi começou a estudar arqueologia na Universidade Hebraica de Jerusalém em 1955, sob o comando de Yohanan Aharoni, e recebeu seu doutorado nessa instituição. Após a Guerra dos Seis Dias de 1967, Kochavi realizou a primeira pesquisa minuciosa nas colinas da Judéia. Em 1968, ingressou no Departamento de Arqueologia da Universidade de Tel Aviv. Ele liderou as escavações da Universidade de Tel Aviv em Tel Hadar entre 1987 e 1995 como parte do Projeto Terra de Geshur.
Kochavi foi um dos numerosos arqueólogos que, em 2007, solicitou à Suprema Corte de Israel que ordenasse a cessação imediata das operações de escavação, realizadas pelo Waqf Islâmico de Jerusalém no Monte do Templo.

## Trabalho
- Kochavi, Moshe, ed. (1972). Judea, Samaria and the Golan: Archaeological Survey 1967-1968. The Archaeological Survey of Israel and Carta. Jerusalem: [s.n.]